# Георги Арабаджиев
Георги Арабаджиев е български полицай, главен комисар, заместник главен секретар на МВР.

## Биография
Роден е на 29 септември 1973 г. в град Стамболийски. Завършва право в Софийския университет и икономика в УНСС. През 1999 г. влиза в системата на МВР като разузнавач в сектор „Икономическа полиция“ на Пето РПУ в София. От 2002 г. е разузнавач в сектор „Финансово-кредитна система“ при ОИП-ДНСП. Остава на тази позиция до 2007 г., когато е назначане за началник сектор „Противодействие на корупцията“ в Отдел „Икономическа полиция“-ГДКП. От 15 март 2010 до 2 юли 2012 г. е заместник-директор на Главна дирекция „Криминална полиция“. В периода 2 юли 2012 – 29 юли 2014 г. е заместник-директор на Главна дирекция „Национална полиция“. След това става директор на дирекция „Разследване“ към Главна дирекция „Криминална полиция“. От 14 май 2015 г. е заместник главен секретар на МВР. От 22 февруари до 9 май 2017 г. и от 20 септември 2018 до 22 декември 2018 г., временно изпълнява длъжността главен секретар на МВР. След това отново се връща на позицията заместник главен секретар. На 26 юни 2020 г. оставката му е поискана и той я дава след разкриването, че началниците съответно на отдел и сектор „Наркотици“ Цветан Панков и Кирил Ванков работят с престъпна група за разпространение на наркотици.